# Archives of Environmental Protection
Archives of Environmental Protection  (do 2007 r. – Archiwum Ochrony Środowiska, ang. Archives of Environmental Protection) – wydawane od 1975 roku najstarsze polskie czasopismo naukowe (kwartalnik) z dziedziny ochrony i inżynierii środowiska, poświęcone m.in. metodom badań ilości zanieczyszczeń środowiska (atmosfera, hydrosfera, gleba), procesom przemieszczania się i przemian zanieczyszczeń w środowisku, ich wpływowi na organizmy żywe, metodom utylizacji odpadów i rekultywacji gruntów lub problemom zarządzania środowiskowego. W latach 1975–2007 artykuły były publikowane w dwóch językach – polskim lub angielskim, a od 2008 roku tylko w języku angielskim. Ministerstwo Nauki i Szkolnictwa Wyższego przyznało mu 13 punktów. Jest rejestrowane na Thomson Scientific Master Journal List i w Journal Citation Reports. W 2010 roku uzyskało IF 0,188. 
Wydawcą jest Instytut Podstaw Inżynierii Środowiska PAN w Zabrzu. Czasopismo jest też dostępne w wersji elektronicznej na platformie VERSITAOPEN (ISSN 2083-4810).

## Redakcja
Redaktor naczelny – Czesława Rosik-Dulewska
Członkowie – Jan Konieczyński, Zygmunt Strzyszcz, Jan Suschka
Sekretarz redakcji – Katarzyna Panz

## Rada Redakcyjna
Przewodniczący – Lucjan Pawłowski (Poland)
Członkowie – Dipak K. Banerjee (India), Brian A. Bolto (Australia), Hubert Bril (France), Zhihong Cao (China), Pen-Chi Chiang (R.O.C.), Reinhard F. Hüttl (Germany), Piotr Kowalik (Poland), Joanna Kyzioł-Komosińska (Poland), Rajmund Michalski (Poland), Korneliusz Miksch (Poland), Tokashi Nakamura (Japan), Józef M. Pacyna (Norway), Corrado Sarzanini (Italy), Hans Martin Seip (Norway), Jan Siuta (Poland), Jerzy Sobota (Poland), Jadwiga Szczepańska (Poland), Christopher G. Uchrin (USA), Tomasz Winnicki (Poland), Jerzy Zwoździak (Poland).